# キル/オフ
『キル/オフ』（原題：Sam Was Here）は、2016年のフランス・アメリカ合衆国のホラー映画。

## あらすじ
カリフォルニア州の砂漠地帯にある閑散とした街にやってきたセールスマンのサムは、車がガス欠になったため仕方がなく街のモーテルで一夜を明かす。翌日、ラジオ番組でサムは何故か殺人犯として糾弾されてしまう。

## スタッフ
- 監督：クリストフ・デロー
- 脚本：クリストフ・デロー、クレマン・テュフロー
- 製作：クリストフ・デロー・ゲイリー・ファーカス、オリヴィエ・ミュラー
- 音楽：クリスティーヌ
- 撮影：エマニュエル・ベルナール

## キャスト
- サム：ラスティ・ジョイナー（英語版）
- エディ（DJ）：シグリッド・ラ・シャペル
- レベッカ・サクストン：ローダ・ペル
- トーマス・ペイン（警官）：ハッサン・ガレダリー